# Cayoosh Pass
Cayoosh Pass är ett bergspass i Kanada.   Det ligger i provinsen British Columbia, i den sydvästra delen av landet, 3 500 km väster om huvudstaden Ottawa. Cayoosh Pass ligger 1 474 meter över havet.
Terrängen runt Cayoosh Pass är bergig. Trakten runt Cayoosh Pass är nära nog obefolkad, med mindre än två invånare per kvadratkilometer.. Det finns inga samhällen i närheten. 
I omgivningarna runt Cayoosh Pass växer i huvudsak barrskog.